# 大坂谷啓生
大坂谷 啓生（おおさかや ひろき、1992年11月9日 - ）は、青森県つがる市出身の元プロ野球選手（内野手）。右投右打。プロでは育成選手であった。

## 経歴

### プロ入り前
豊川小学校2年生の時に投手として野球を始めると、稲垣中学校の軟式野球部では捕手としてプレーした。弘前学院聖愛高校では2年生の時に外野手に転向した。
青森中央学院大学では2年生時の秋季リーグと3年生時の秋季リーグで北東北大学野球リーグのベストナイン（外野手）を獲得した。
2014年のプロ野球育成ドラフト会議で、東北楽天ゴールデンイーグルスから2巡目で指名。支度金200万円、年俸240万円（金額は推定）という条件で、育成選手ながら、楽天球団の新人選手では初めての青森県出身者として入団した。弘前学院聖愛高校および青森中央学院大学でのプレーを経験した選手が、NPBに入った事例は史上初めてであった。

### 楽天時代
2015年には、イースタン・リーグ公式戦44試合に出場。打撃面では1打点、打率.129と振るわず、本塁打を放てなかった。
2016年には、イースタン・リーグ公式戦1試合に出場しただけで、10月1日に球団から戦力外通告を受けた。10月31日に、NPBから自由契約選手として公示。

### 楽天退団後
NPB他球団での現役続行を希望していることから、2016年11月12日には阪神甲子園球場で開催の12球団合同トライアウトに参加。シートバッティング形式の対戦では、5人の投手を相手に、3打数1安打3四球2三振という結果を残した。その一方で、西原圭大（前広島東洋カープ）の登板中には遊撃の守備で連続失策を犯している。
退団後は旭鋼管工業に入社し、同社の軟式野球部に所属した。

## 選手としての特徴・人物
大学生時で50メートル走のタイムは5秒9。遠投110メートル。

## 詳細情報

### 年度別打撃成績
- 一軍公式戦出場なし

### 背番号
- 123 （2015年 - 2016年）